# Romain Gijssels
Petrus  Romain Gijssels (även stavat "Gyssels"), född den 10 mars 1907 i Denderwindeke, död den 31 mars 1978 i Paris, var en belgisk landsvägscyklist som var professionell från 1930 till 1936. Hans främsta meriter är segrarna i Flandern runt 1931 och 1932, samt segern i Paris–Roubaix 1932.

## Meriter
| 1930 Vinnare av etapp 1 i Criterium des Aiglons 1931 Vinnare av Flandern runt Vinnare av Grand Prix Wolber 2:a i Bordeaux–Paris 3:a i Paris–Bryssel 3:a i Schaal Sels 3:a i Criterium des Aiglons Vinnare av etapp 1 9:a i Paris–Roubaix 1932 Vinnare av Flandern runt Vinnare av Paris–Roubaix Vinnare av Bordeaux–Paris Vinnare av Grand Prix des Nations (ITT) Vinnare av etapp 2 i Circuit du Morbihan 3:a i Circuit de Paris 5:a i Paris–Bryssel 10:a i linjelopp vid Världsmästerskapen | 1933 Vinnare av Marseille–Lyon 2:a i Critérium des As 3:a i Flandern runt 3:a i Bordeaux–Paris 7:a i Paris–Bryssel 1934 2:a i Paris–Tours 2:a i Circuit du Morbihan 4:a i Omloop der Vlaamse Gewesten 1935 3:a i Critérium des As 1936 4:a i Paris–Roubaix 4:a i Bordeaux–Paris 8:a i Flandern runt 10:a i Paris–Tours |